# Brød og roser
Brød og roser (deutsch Brot und Rosen) war eine norwegische radikalfeministische Frauenorganisation. Sie spaltete sich 1976 von der Kvinnefronten ab und bestand bis Mitte der 1980er-Jahre.

## Geschichte
Die feministische Organisation Kvinnefronten hatte in den 1970er-Jahren eine starke Anbindung an die marxistisch-leninistische Partei Arbeidernes kommunistparti (AKP). Im März 1976 veranstaltete die Gruppierung Brød og roser in Oslo eine zweitägige Konferenz mit 200 Teilnehmerinnen, auf der ein Grundsatzprogramm mit zwölf Punkten verfasst wurde. Damit spaltete sich die neue Gruppierung von der Kvinnefronten ab. Brød og roser strebte wie die Kvinnefronten ein antikapitalistisches System an, suchte allerdings keine parteipolitische Anbindung. Unter den Gründungsmitgliedern befanden sich unter anderem Mitglieder der Venstre, der Sosialistisk Venstreparti (SV) sowie parteilose Frauen. Ab etwa 1978 war die Organisation in ganz Norwegen vertreten.
Die Organisation trat unter anderem für das Recht auf Abtreibungen, kostenlose Kindergartenplätze und das Recht auf bezahlte Arbeit für Frauen ein. Zu Beginn der 1980er-Jahre nahm die Aktivität bereits wieder ab und Brød og roser stellte etwa 1985 seine Aktivität vollständig ein.

## Name
Der Name der Organisation sollte die verschiedenen Ziele abbilden und wurde durch den Slogan „Bread and roses“ der US-amerikanischen Frauenrechtlerinnen des frühen 20. Jahrhunderts inspiriert. Das Brot stand dabei für die wirtschaftliche Emanzipation der Frauen, die Rosen für Freiheit, Liebe und Solidarität.